# やまもり三香
やまもり 三香（やまもり みか、10月8日 - ）は、日本の漫画家。石川県金沢市大野町出身。大阪府在住。既婚者。血液型A型。

## 略歴
- 2005年 - 第2回AM（オールマーガレット）新人まんが大賞にて『君のクチビルから魔法』が第2位を獲得[注 1]。デビュー作として『ザ マーガレット』（集英社）に掲載された[注 2]。
- 2017年 - 『ひるなかの流星』が永野芽郁主演で実写映画化。
- 2019年 - デビュー後は長年、集英社のマーガレット専属契約という形で漫画を創作し続けてきたが、『椿町ロンリープラネット』の連載終了後からスピカワークスと契約を結び、フリーランスとなった[6]。
- 2021年 - 『このマンガがすごい!2022』オンナ編で「うるわしの宵の月」が4位にランクインした[3]。
- 2022年 - 『うるわしの宵の月』が、第46回講談社漫画賞少女部門にノミネートされた[7][8]（落選[9][10]）。

## 作品リスト

### 単行本
特記する作品以外、全てマーガレットコミックス（集英社）から刊行されている。
- シュガーズ[注 3]（2008年 - 2011年、全6巻）
  1. 2009年5月25日発売[11]、『マーガレット』2008年21号、23号、2009年1号、3号、5・6合併号、7号、ISBN 978-4-08-846407-7
  2. 2009年9月25日発売[12]、『マーガレット』2009年9号、11号、13号、15号、ISBN 978-4-08-846445-9
    - 番外編 バースデー☆プリンセス（『ザ マーガレット』2007年9月号）
    - シュガーズこぼれ話 灰田君のめがね（描きおろし）

  3. 2010年1月25日発売[13]、『マーガレット』2009年17号、19号、21号、23号、2010年1号、ISBN 978-4-08-846484-8
    - 番外編 紫門の場合。（『ザ マーガレット』2009年11月号）

  4. 2010年6月25日発売[14]、『マーガレット』2010年3･4合併号、5号、7号、9号、ISBN 978-4-08-846538-8
    - 番外編 ソルト＆ビネガー（『ザ マーガレット』2010年3月号）
    - 番外編 茶谷町君の非凡な一日（『マーガレット』2010年3･4合併号別冊ふろく『マーガレット SPIN OFF』）
    - 番外編 ティラミスの君（描きおろし）

  5. 2010年10月25日発売[15]、『マーガレット』2010年13号、15号、17号、19号、ISBN 978-4-08-846582-1
    - 番外編 ジェリービーンズ走馬灯（『ザ マーガレット』2010年7月号）

  6. 2011年3月25日発売[16]、『マーガレット』2010年21号、23号、2011年1号、3･4合併号、7号、ISBN 978-4-08-846632-3
    - 番外編 ぼくのいもうと。（『マーガレット』2011年3･4合併号別冊ふろく『マーガレット BOY'S SPIN♡OFF』）
    - 番外編 山吹恭介（描きおろし）
- Non stop days〜シンデレラガール 佐々木希物語〜 (2011年1月25日発売[17]、全1巻、ISBN 978-4-08-846612-5）
- ひるなかの流星（2011年 - 2014年、全13巻）
- 椿町ロンリープラネット[注 4][注 5]（2015年 - 2019年、全14巻）
  1. 2015年8月25日発売[18]、『マーガレット』2015年12号[19] - 17号、ISBN 978-4-08-845429-0
  2. 2015年11月25日発売[20]、『マーガレット』2015年18号 - 23号、ISBN 978-4-08-845479-5
  3. 2016年3月25日発売[21]、『マーガレット』2015年24号 - 2016年6号、ISBN 978-4-08-845537-2
  4. 2016年6月24日発売[22]、『マーガレット』2016年7号 - 12号、ISBN 978-4-08-845592-1
  5. 2016年9月23日発売[23]、『マーガレット』2016年13号 - 17号、19号、ISBN 978-4-08-845634-8
  6. 2016年12月22日発売[24]、『マーガレット』2016年20号 - 2017年1号、ISBN 978-4-08-845679-9
    - 木曳野 暁 インタビュー（『マーガレット』2016年14号）

  7. 2017年3月24日発売[25]、『マーガレット』2017年2号 - 3･4合併号、6号 - 7号、ISBN 978-4-08-845730-7
    - 椿町ロンリープラネット 特別編 暁の一日[26]（『マーガレット』2017年5号）
    - ひるなかの流星 番外編 blue[27]（『マーガレット』2017年5号）

  8. 2017年7月25日発売[28]、『マーガレット』2017年9号 - 10号、13号 - 15号、ISBN 978-4-08-845785-7
    - ひるなかの流星 番外編 red[29]（『マーガレット』2017年8号）

  9. 2017年11月24日発売[30]、『マーガレット』2017年16号 - 21号、ISBN 978-4-08-845850-2
    - 映画 ひるなかの流星 ポスター撮影見学に行ってきたよ![31]（『マーガレット』2016年24号）

  10. 2018年3月23日発売[32]、『マーガレット』2017年23号 - 2018年3･4合併号、7号、ISBN 978-4-08-844003-3
    - 洋ちゃんのアレやコレや。（描きおろし）

  11. 2018年7月25日発売[33]、『マーガレット』2018年8号 - 13号、ISBN 978-4-08-844062-0
    - 誕生日会秘話（描きおろし）

  12. 2018年11月22日発売[34]、『マーガレット』2018年16号 - 20号、22号、ISBN 978-4-08-844117-7
    - やまもり三香のドイツへ行ってきました!ルポ（『マーガレット』2018年12号）

  13. 2019年3月25日発売[35]、『マーガレット』2018年23号 - 2019年5号、ISBN 978-4-08-844179-5
  14. 2019年9月25日発売[36][37]、『マーガレット』2019年6号、8号[38]、ISBN 978-4-08-844242-6
    - 番外編 Love Hate Like[39]（『マーガレット』2019年12号）
    - 番外編 僕とみどりちゃん[40]（『マーガレット』2019年14号）
    - 番外編 this is me![41]（『マーガレット』2019年16号）
    - 番外編 エピローグ、未来へ[42][43]（『マーガレット』2019年18号）
- うるわしの宵の月（講談社、『デザート』2020年9月号[44][45] - 連載中、KCデザート、既刊9巻）

### 文庫本
全て集英社文庫から刊行されている。
- 『やまもり三香 恋愛Stories シュガーズ』、全3巻
  1. 2017年7月18日発売[46][47]、『マーガレット』2008年21号、23号、2009年1号、3号、5･6合併号、7号、9号、11号、13号、15号、ISBN 978-4-08-619687-1
    - バースデー☆プリンセス（『ザ マーガレット』2007年9月号）
    - シュガーズこぼれ話 灰田君のめがね（描きおろし）

  2. 2017年8月18日発売[48]、『マーガレット』2009年17号、19号、21号、23号、2010年1号、3･4合併号、5号、7号、9号、ISBN 978-4-08-619688-8　
    - 番外編 紫門の場合。（『ザ マーガレット』2009年11月号）
    - 番外編 ソルト＆ビネガー（『ザ マーガレット』2010年3月号）
    - 番外編 茶谷町君の非凡な一日（『マーガレット』2010年3･4合併号別冊ふろく『マーガレット SPIN OFF』）
    - 番外編 ティラミスの君（描きおろし）

  3. 2017年9月15日発売[49]、『マーガレット』2010年13号、15号、17号、19号、21号、23号、2011年1号、3･4合併号、7号、ISBN 978-4-08-619689-5　
    - 番外編 ジェリービーンズ走馬灯（『ザ マーガレット』2010年7月号）
    - 番外編 ぼくのいもうと。（『マーガレット』2011年3･4合併号別冊ふろく『マーガレット BOY'S SPIN♡OFF』）
    - 番外編 山吹恭介（描きおろし）
    - 番外編 小豆原の思うこと[50]（「東日本大震災チャリティー漫画本 PARTY! HANA」収録）
    - 番外編 彼女の手[50]（「東日本大震災チャリティー漫画本 PARTY! SORA」収録）

### アンソロジー
- NOT FRIEND,BUT…[注 6]（2011年1月25日発売[17]、集英社、マーガレットコミックス、ISBN 978-4-08-846613-2）
  - ゆめこいウタ（『マーガレット』2006年9号）
- FIRST LOVE,KISS,xxx[注 7]（2011年1月25日発売[17]、集英社、マーガレットコミックス、ISBN 978-4-08-846614-9）
  - cry boy,cry（『マーガレット』2006年14号）
  - へんのきもち（『マーガレット』2008年16号）
- 東日本大震災チャリティー漫画本 PARTY! HANA[51][注 8]（2011年8月5日発売[52]、メディアパル、ISBN 978-4-89610-201-7）
  - シュガーズ〜小豆原の思うこと〜[50]
- 東日本大震災チャリティー漫画本 PARTY! SORA[注 9]（2011年8月5日発売[53]、メディアパル、ISBN 978-4-89610-202-4）
  - シュガーズ〜彼女の手〜[50]
- 桐島、部活やめるってよ（2012年、小説のコミカライズ）

### イラスト
- 原案：小森陽一、脚本：大石哲也、著者：金巻ともこ、絵：やまもり三香 『ドッグポリス 奇跡の警備犬ものがたり』 〈集英社みらい文庫〉、全1巻
  - 2011年9月5日発売[54]、ISBN 978-4-08-321044-0
- 著者：甘沢林檎、イラスト：やまもり三香 『農業男子とマドモアゼル イチゴと恋の実らせ方』 KADOKAWA 〈富士見L文庫〉、全1巻
  - 2017年10月13日発売[55]、ISBN 978-4-04-072471-3

### 小説
- 原作：やまもり三香、著者：ひずき優、『映画ノベライズ ひるなかの流星』 〈集英社オレンジ文庫〉、全1巻
  1. 2017年2月17日発売[56]、ISBN 978-4-08-680122-5
- 原作：やまもり三香、著者：はのまきみ、『映画ノベライズ みらい文庫版 ひるなかの流星』 〈集英社みらい文庫〉、全1巻
  1. 2017年2月24日発売[57]、ISBN 978-4-08-321361-8
- 原作・絵：やまもり三香、著者：もえぎ桃、『うるわしの宵の月』 講談社 〈青い鳥文庫〉、既刊2巻（2022年11月9日現在）

### 単行本未収録作品
- 君のクチビルから魔法[注 2]（『ザ マーガレット』2006年1月号、デビュー作）

## 関連人物
- 夕のぞむ[58] - 日本の漫画家。「青春シンデレラ」1巻の帯に推薦コメントを寄せている。